# Vusie Dlamini
Vusie Thomas Dlamini (ur. 23 lipca 1958) – suazyjski lekkoatleta, średniodystansowiec i maratończyk, uczestnik Letnich Igrzysk Olimpijskich 1984 i 1988.
Swój występ podczas Letnich Igrzysk Olimpijskich 1984 zaczął od eliminacji w biegu na 800 metrów. Dlamini startował z ósmego toru w trzecim biegu eliminacyjnym. Zawodnik z Suazi został jednak zdyskwalifikowany, a tym samym odpadł z rywalizacji o medale.
Na następnych Igrzyskach Olimpijskich w 1988 roku, Dlamini wystąpił w biegu maratońskim, w którym od razu rozegrano finał. Z czasem 2-28:06 suazyjski maratończyk przybiegł na metę jako 58. zawodnik (na 98 sklasyfikowanych, 20 zawodników nie ukończyło maratonu).